# Hollandstelling

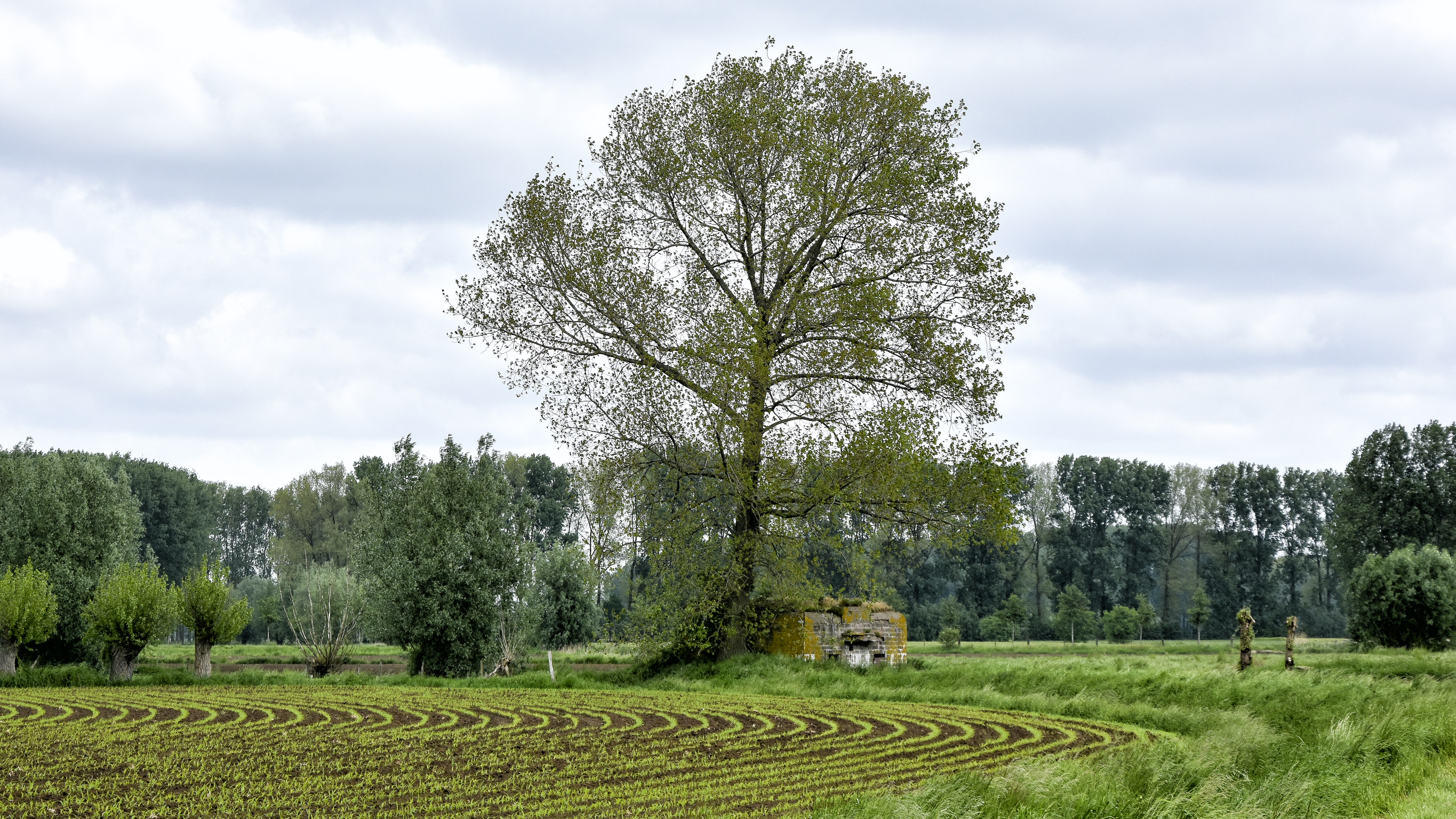
Een bunker van de Hollandstelling in Mendonk

De Hollandstelling (ook Hollandlinie of, in het Duits, Hollandstellung) was een linie die werd gebouwd door de Duitse bezettingsmacht van België tijdens de Eerste Wereldoorlog (1914-1918).
De linie liep vanaf het Zwin tot Maldegem langs de parallelle kanalen, het Leopoldkanaal en het Schipdonkkanaal, en in het oosten liep ze verder tot Vrasene, van waar het grondgebied onder water gezet kon worden door de Schelde. Deze linie had een lengte van meer dan 75 km. Voorbij Vrasene sloot de linie ook aan op een gordel van versterkte forten rond Antwerpen.
Ten behoeve van de linie werden honderden bunkers gebouwd. Tussen het Zwin en Maldegem zijn deze in gewapend beton opgetrokken, beoosten Maldegem in gemetselde betonstenen. De muren van deze bouwsels waren vaak meer dan twee meter dik. 
De Hollandstelling werd opgericht vanaf de herfst van 1916. De bezetter vreesde namelijk dat vanuit het (neutrale) Nederland een geallieerde invasiemacht zou oprukken om België te bevrijden. Een dergelijke invasie heeft echter nimmer plaatsgevonden.
Naar aanleiding van de herdenkingen van honderd jaar Eerste Wereldoorlog worden (in 2014) sommige van de nog in het landschap overgebleven bunkers open gesteld voor het publiek. 